# 北海電工
株式会社北海電工（ほっかいでんこう、英語: HOKKAIDENKO CORPORATION）は、電気設備工事、電力関連工事、電気通信工事などを行う総合設備企業である。本社を北海道札幌市白石区に置く。北海道電力グループの一社。

## 沿革
- 1944年（昭和19年）- 電気工事業整備要綱に基づき、北海電気工事株式会社を設立。
- 1993年（平成5年）10月29日 - 札幌証券取引所に上場。
- 1998年（平成10年）10月1日 - 子会社アイテスを設立。
- 2002年（平成14年）- ほくでんグループ・テクセル（TEXEL）を吸収合併。
- 2005年（平成17年）
  - 同じくほくでんグループに属する北海道用地株式会社を吸収合併。
  - 株式公開買付け（TOB）により北海道電力の連結子会社となる。
- 2010年（平成22年）- アイテスが名寄市に拠点を置く元請送電工事会社・泰名電気株式会社と合併。
- 2011年（平成23年）- 名寄市に拠点を置く伊藤電機株式会社の発変電工事部門が事業を廃止し、アイテス道北支店内に発変電課を設置。
- 2019年（平成31年）4月1日 - ほくでんグループの再編に伴い、北海道計器工業とほくでんサービスの配電事業を統合。
- 2024年（令和6年）10月1日 - 株式会社北海電工に商号変更[1]。

## 子会社
子会社のアイテスは、北海道札幌市西区に本社を置く100%子会社であり、発変電設備工事、電力関連工事、電気通信工事などを行う電気設備施工会社である。